# Capilar de Luggin
El Capilar de Luggin es un contenedor de electrolito en forma de tubo de pequeño diámetro empleado en electroquímica, por ejemplo en ensayos de corrosión. Puede estar hecho de vidrio o de plástico.
Establece un punto de muestreo preciso para determinar el potencial entre el electrodo de referencia y el de trabajo por oposición a los electrodos de referencia grandes cuyo punto de medida está mal definido,  El electrodo se halla en el interior del capilar Luggin.